# Eryngium foliosum
Eryngium foliosum är en flockblommig växtart som beskrevs av Scheele. Eryngium foliosum ingår i släktet martornar, och familjen flockblommiga växter. Inga underarter finns listade i Catalogue of Life.